# Clervaux (stacja kolejowa)
Clervaux (luks: Gare Clervaux) – stacja kolejowa w Clervaux, w Luksemburgu. Została otwarta w 1889 roku przez Direction générale impériale des chemins de fer d’Alsace-Lorraine.
Obecnie jest stacją Société Nationale des Chemins de Fer Luxembourgeois (CFL), obsługiwaną przez pociągi InterCity (IC), Regional-Express (RE) i Regionalbahn (RB).

## Położenie
Znajduje się na linii 10 Luksemburg – Troisvierges, w km 77,174, na wysokości 327 m n.p.m., pomiędzy stacjami Drauffelt i Troisvierges.

## Linie kolejowe
- 10 Luksemburg – Troisvierges